# Nyomás
A nyomás fizikai mennyiség, állapothatározó. Jele: p (a latin pressio kifejezésből).  A nyomást az adott A nagyságú felületre ható Fny erő nagyságának és a felületnek a hányadosával definiáljuk:
{\displaystyle p={\frac {F_{ny}}{A}}}
A nyomás skaláris mennyiség. A fenti meghatározás szerint a felületre ható erő iránya merőleges a felületelem irányára. A nyomás az intenzív mennyiségek közé tartozik.
Nyugvó folyadékban Pascal törvénye értelmében a folyadékra kifejtett nyomás egyenletesen terjed tova, és iránytól független. Tekintettel arra, hogy ideális folyadékban a felületelem irányultsága nem jelölhető ki (bármilyen irányú lehet), emiatt a nyomásnak sincs irányultsága. Pascal törvénye a súlytalan környezetben található és súrlódásmentes folyadékra vonatkozik.
Amennyiben folyadék, vagy gáz kiterjedését határfelület akadályozza, az adott felület irányultságából származó nyomóerő jön létre. Ezért a nyomóerő más erőkkel egyenrangú, additív és vektormennyiség.
Gyakorlati hasznosítása: a hidraulikus emelő szerkezetek.
Nehézségi erőtérben a nyugvó folyadék belsejében a folyadék súlyából származóan a mélységtől függő mértékben hidrosztatikai nyomás lép fel.

## Gyakorlati alkalmazások

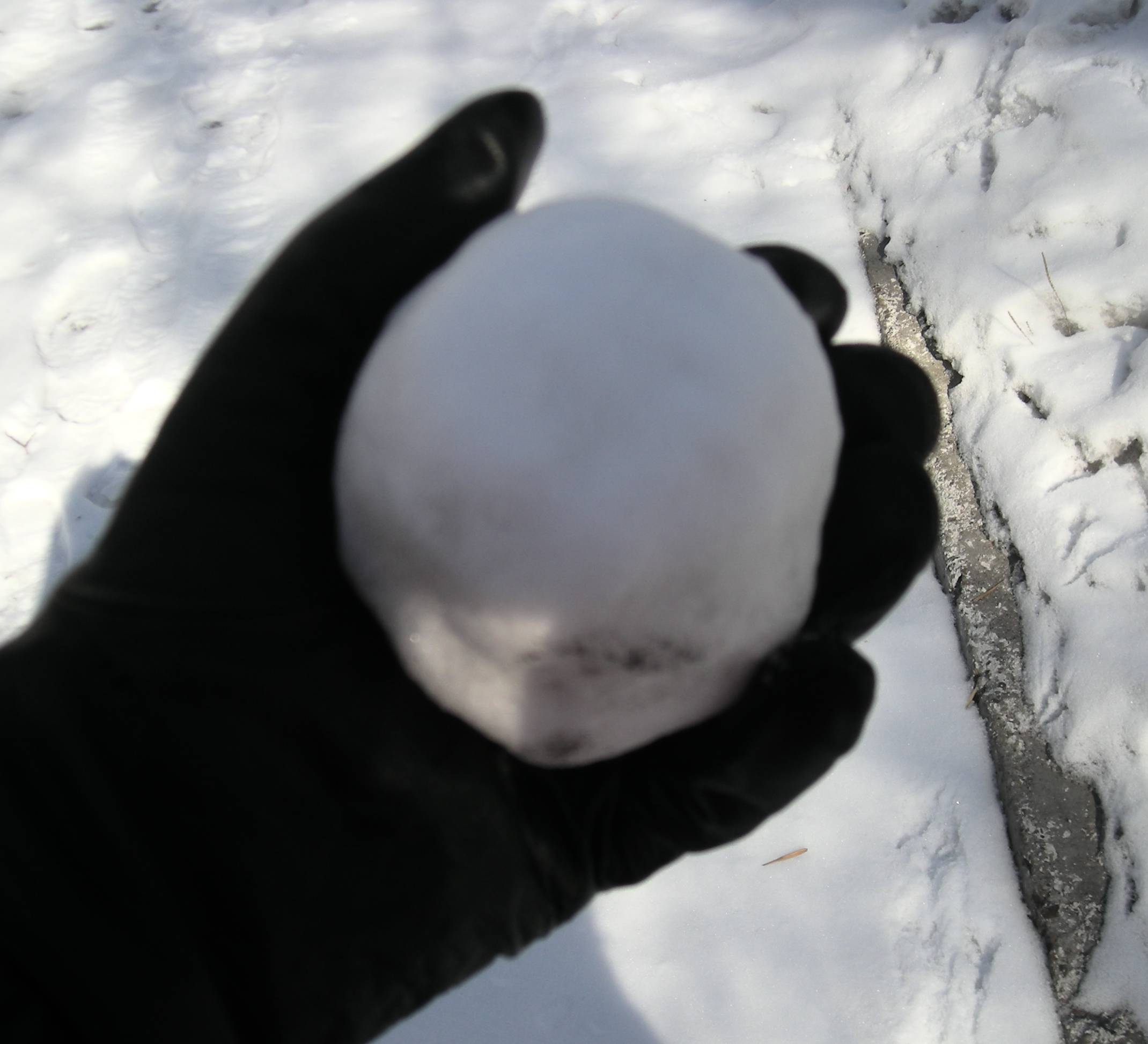
A hó összenyomásával enyhén jegesedik, így golyóvá formálhatjuk

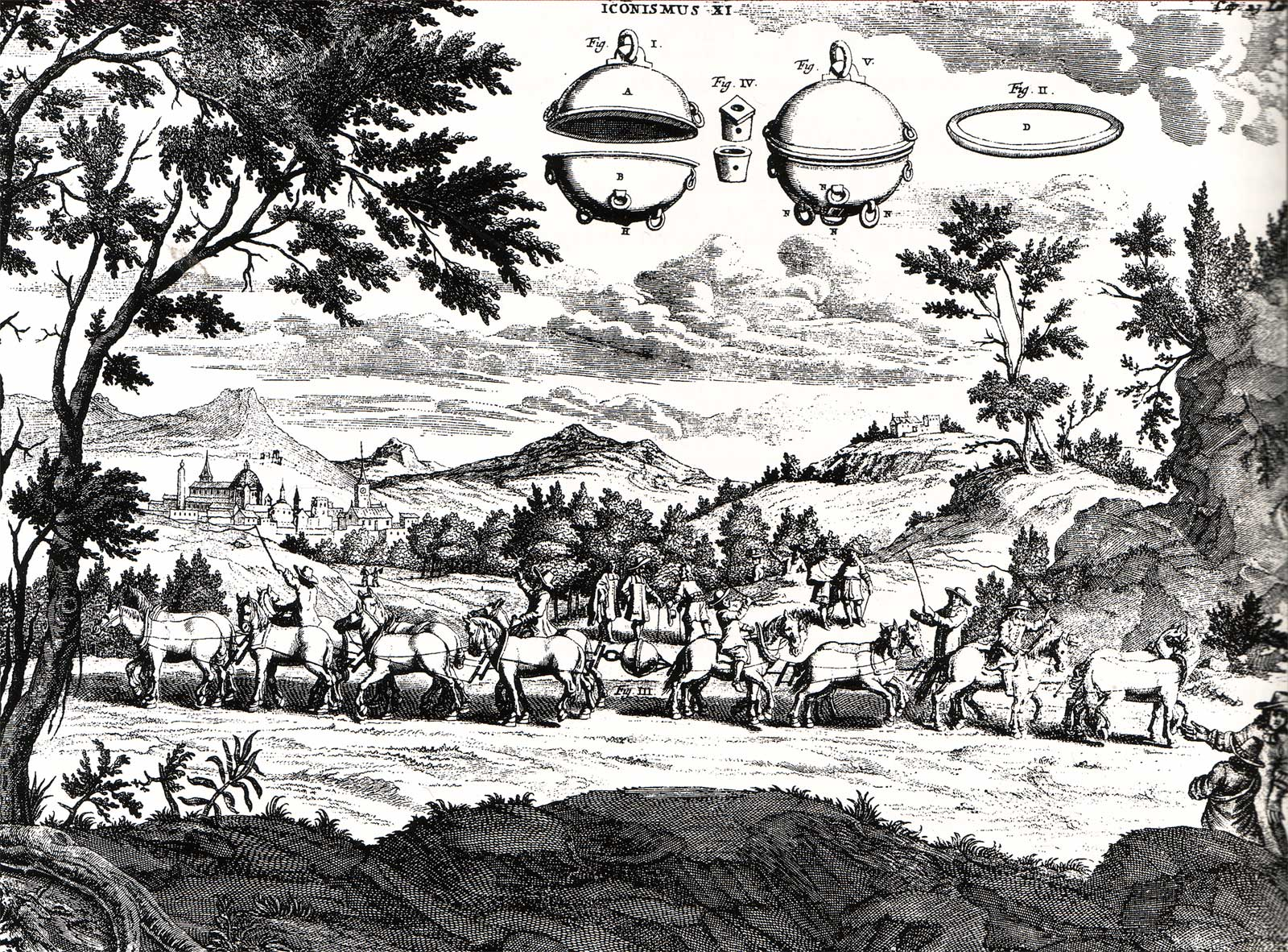
1654-ban Mandenburgban Otto von Guericke igazolta a légnyomás erejét, 8 lóval sem tudták elválasztani a csupán vákuumot tartalmazó félgömböket

A nyomóerő növelésével növeljük a nyomást, mikor a dió összeroppantásához, a tű erős anyagon való átszúrásához nagyobb erőt fejtünk ki, vagy amikor a ragasztott felületek összepréseléséhez nagyobb súlyú tárgyakat helyezünk rájuk. A nyomóerő csökkentésével csökkentjük a nyomást, amikor például a törékeny árut nem a bevásárlókosár aljára tesszük, vagy a sárba süppedő járműről terhet veszünk le.
A nyomott felület csökkentése révén növeljük a nyomást a kés megélezésével, hegyesebb tű, ár, vagy szeg használatával. A nyomott felület növelése révén csökkentjük a nyomást, amikor hóban járáshoz hótalpat vagy sílécet veszünk, mély talajon közlekedéshez széles kerekű vagy lánctalpas járművet választunk, nehéz tárgy alá szélesebb lécet vagy más alátétet helyezünk, teher emeléséhez széles hevedert használunk. Sőt, akkor is, amikor ülő- vagy fejpárnát használunk, amely besüppedve nagyobb testfelületen osztja el a testsúlyt.

## Mértékegységek
A nyomás SI-mértékegysége a pascal (Pa), származtatása: {\displaystyle \mathrm {Pa} ={\frac {\mathrm {N} }{\mathrm {m} ^{2}}}}.
Egyéb használatos, vagy történetileg jelentős mértékegységek:
- bár (bar): a mára a használatból kivont CGS-mértékegységrendszerben származó, ottani megfeleltetése: 106 dyn/cm². Mivel 1 bar=105 Pa, ezért a használata a literhez vagy a tonnához hasonlóan ma is megengedett.[3] Műszaki életben jól használható, gyakori átváltása 1 bar = 0,1 MPa.
- technikai vagy műszaki atmoszféra (at): 1 kilogrammnyi tömeg standard földi nehézségi gyorsulás mellett mért súlyerejének (9,80665 N) nyomása 1 cm² felületre terhelve. Felhasználva a súlyerő MKS-rendszerbeli mértékegységét, a kilopondot: at=kp/cm². Standard nehézségi gyorsulás mellett a 10 méter magas vízoszlop hidrosztatikai nyomása 1 at.
- fizikai atmoszféra (atm): az úgynevezett ideális légkörben közepes tengerszinten mért légnyomás értéke, 1 atm = 101325 Pa = 760 torr.
- vízoszlopmilliméter mmH2O, elavult mértékegység (régiesen: v.o.mm); egy milliméternyi vízoszlop alatt uralkodó hidrosztatikai nyomás
- higanymilliméter (mmHg, régiesen Hgmm): az 1 mm magas higanyoszlop hidrosztatikai nyomása szabványos nehézségi gyorsulás mellett. A higany szabványos sűrűsége 13 595,1 kg/m³. Műszaki számításoknál, ha a pontosság kevésbé fontos, 13 600 kg/m³ is használatos, így a biztonság irányába "tévedünk" ami mindig megengedett.
- torr (torr): megegyezik a higanymilliméterrel.
- font per négyzethüvelyk (psi): az angolszász nyelvterületeken használt mértékegységrendszer része, amelyben az angol font az erő (és a súly),[4] az angol hüvelyk (inch) pedig a hosszúság egysége. A mértékegység jele a pound-force per square inch[5] kifejezésre utal.

|        | pascal Pa   | bár bar       | technikai atmoszféra at | fizikai atmoszféra atm | torr és mmHg | font per négyzethüvelyk psi |
| ------ | ----------- | ------------- | ----------------------- | ---------------------- | ------------ | --------------------------- |
| 1 Pa   | ≡ 1 N/m²    | 10−5          | 10,197·10−6             | 9,8692·10−6            | 7,5006·10−3  | 145,04·10−6                 |
| 1 bar  | 100 000     | ≡ 106 dyn/cm² | 1,0197                  | 0,98692                | 750,06       | 14,504                      |
| 1 at   | 98 066,5    | 0,980665      | ≡ 1 kp/cm²              | 0,96784                | 735,56       | 14,223                      |
| 1 atm  | 101 325     | 1,01325       | 1,0332                  | ≡ 101 325 Pa           | 760          | 14,696                      |
| 1 torr | 133,322     | 1,3332·10−3   | 1,3595·10−3             | 1,3158·10−3            | ≡ 1 mmHg     | 19,337·10−3                 |
| 1 psi  | 6,89476·103 | 68,948·10−3   | 70,307·10−3             | 68,046·10−3            | 51,715       | ≡ 1 lbf/in²                 |

Például: 1 Pa = 1 N/m²  = 10−5 bar  = 10,197·10−6 at  = 9,8692·10−6 atm … stb.
További nyomásmértékegységek olvashatók a Mértékegységek átszámítása szócikkben.